# Sfondrati

Wappen der Familie Sfondrati

Die Familie Sfondrati stammt aus Mailand und kam mit Francesco Sfondrati als Podestà von Pavia und Reichsgraf zu Macht und Ansehen. Sein Sohn Niccolò Sfondrati wurde 1590 als Gregor XIV. Papst. Die Nachkommen Francescos wurden Herzöge von Montemarciano, Marchesi di Montefia und Conti della Riviera; die Familie starb Ende des 18. Jahrhunderts aus.

## Bekannte Familienmitglieder
- Niccolò Sfondrati (1535–1591), 1590 Papst Gregor XIV.
- Sigismondo Sfondrati († 1652), spanischer Generalkapitän der Artillerie, Ritter des Ordens vom Goldenen Vlies; ⚭ Genoveva Anna (1618–1663), Tochter von Leonhard II. von Taxis
- Valentino (Celestino) Sfondrati (1644–1696), 1687–1696 Abt von Sankt Gallen

## Stammliste
1. Giovanni Battista Sfondrati, 1487 in Mailand
  1. Francesco Sfondrati (1493–1550), 1527–1528 Podestà von Pavia, Reichsgraf, 1543 Erzbischof von Amalfi, 1544 Kardinal; ⚭ Anna Visconti († 20. November 1538),[1] Tochter von Antonio Visconti
    1. Niccolò Sfondrati (1535–1591), Reichsgraf, 1583 Kardinal, 1590 Papst Gregor XIV.
    2. Paolo Sfondrati († 1587), Reichsgraf, Conte della Riviera ; ⚭ Sigismonda d’Este, Tochter von Sigismondo, Signore de San Martino, Gouverneur von Pavia
      1. Anna Sfondrati, ⚭ Ercole Visconti, Conte de Saliceto
      2. Paolo Emilio Sfondrati (1560–1618),[2] Kardinal
      3. Ercole Sfondrati (1569–1637), Reichsgraf, Conte della Riviera, 1. Duca di Montemarciano ; ⚭ Lucrezia Cybo, Tochter von Alberico Cybo, Marchese di Massa
        1. Valeriano Sfondrati (1606–1645), 2. Duca di Montemarciano, Reichsgraf, Conte della Riviera ; ⚭ Paola Marliano, Erbtochter von Luigi Conte di Busto
          1. Ercole Sfondrati († 1684), 3. Duca di Montemarciano, Reichsgraf, Conte della Riviera ;
            1. Giuseppe Valeriano Sfondrati (1678–1749), 4. Duca di Montemarciano, Reichsgraf, Conte della Riviera,
              1. Ercole (1711–1773), 5. Duca di Montemarciano, Reichsgraf, Conte della Riviera
              2. Carlo († 1788), 6. Duca di Montemarciano, Reichsgraf, Conte della Riviera,

          2. Valentino (Celestino) Sfondrati OSB (1644–1696),[3] 1687 Abt von St. Gallen, 1695 Kardinal
          3. Carlo Filippo Sfondrati B. (1636–1680),[4] Bischof von Volterra

      4. Francesco Sfondrati († nach 1602), 1591 Marchese di Montefia ; ⚭ Bianca Visconti, Tochter von Gian Pietro Visconti
        1. Sigismondo Sfondrati († 1652), 2. Marchese di Montefia, spanischer Generalkapitän der Artillerie, Ritter des Ordens vom Goldenen Vlies; ⚭ Genoveva Anna (1618–1663), Tochter von Leonhard II. von Taxis
        2. Giovanni Sfondrati († 1634), Senator in Mailand
        3. Carlo Sfondrati, Gouverneur von Vercelli; ⚭ Isabella Visconti, Tochter von Carlo Visconti